# 不送氣齒齦搭嘴音
不送氣齒齦搭嘴音（Tenuis alveolar click）或不送氣齦後搭嘴音（Tenuis postalveolar click）是一種輔音，主要出現於南非的一些口語中。其中，術語「不送氣」（tenuis）又稱「無聲爆破音」，特指清音、不送氣（unaspirated）、未顎音化、未聲門化的阻礙音。表示此音的國際音標（IPA）是⟨ǃ⟩。杜克/比奇式的音標⟨ʗ⟩曾經有一段時間為國際音標採用，現在亦有部分語言學家偏好使用此音標表示該音。
音標⟨ǃ⟩在Unicode中的名稱為U+01C3 ǃ LATIN LETTER RETROFLEX CLICK／拉丁字母捲舌搭嘴音，儘管國際音標並沒有指派給該音任何符號。此外，⟨ǃ⟩和半形驚嘆號亦不相同。

## 特徵
不送氣齒齦搭嘴音的特徵包括：
- 氣流機制是舌吸氣音。藉由舌頭將被困在一個關閉區間的空氣抽出而發聲，而非使氣流從聲門或肺/橫膈膜流出。利用這種機制所發出的音稱作搭嘴音。其濁音及鼻音也同時具有肺部氣流音的性質。
- 調音部位是齒齦，即舌尖抵住上齒齦脊調音。
- 這是一個無聲爆破音（或稱全清音、不送氣音），其發聲是清音、不送氣，且未被聲門化的。此音產生時聲帶並不壓縮或震動，且此音與後面的母音完全或幾乎沒有延遲。
- 本輔音是口腔輔音（口音），表示調音時空氣只從口裡流出。
- 本輔音為中央輔音，調音時氣流在口腔的中央流過舌面，而不從兩側流過。

## 出現於
不送氣齒齦搭嘴音主要出現在南非的科依桑語系，以及毗鄰的班圖語支當中。
| 語言       | 語言       | 詞彙 | IPA                   | 意義       | 註釋 |
| ---------- | ---------- | ---- | --------------------- | ---------- | ---- |
| 哈札語     | 哈札語     |      | [laǃo] = [laʗo]       | 絆倒       |      |
| 科伊科伊語 | 科伊科伊語 |      | [ǃȁwé] = [ʗȁwé]       | 說科依桑語 |      |
| 塞索托語   | 塞索托語   |      | [hʊǃɔǃɑ] = [hʊʗɔʗɑ]   | 聊天       |      |
| 科薩語     | 科薩語     |      | [iǃanda] = [iʗanda]   | 蛋         |      |
| 祖魯語     | 祖魯語     |      | [íːǃaːǃá] = [íːʗaːʗá] | 臭鼬       |      |

## 外部鏈結
- 在PHOIBLE上搜尋含有[ǃ]的語言